# Dasyatis tortonesei
Dasyatis tortonesei és una espècie de peix de la família dels dasiàtids i de l'ordre dels myliobatiformes.
Els adults poden assolir 80 cm de longitud total. És ovovivípar, la gestació té una durada de 4 mesos i pareix 6-9 cries.
Menja invertebrats i peixos bentònics. És un peix marí, de clima temperat (46°N-30°N, 6°W-36°E) i demersal que viu entre 100–200 m de fondària. Es troba a la Mediterrània.
És inofensiu per als humans.